# Cyttidae
Cyttidae, porodica morskih riba čiji je jedini rod Cyttus, s ukupno tri poznate vrste koje su raširene po Indopacifiku i jugoistočnom Atlantiku. Srodne su porodici Kovača (Zeidae) s kojima pripadaju redu Zeiformes ili Kovačkama.
Prvu vrsta otkrivena unutar ove porodice je Cyttus australis (Richardson, 1843). nakon nje otkrivene su nešto kasnije i ostal dvije vrste Cyttus traversi Hutton, 1872 i Cyttus novaezealandiae (Arthur, 1885). Porodicu je opisao Ameikanac Theodore Gill, 1893., a rod Cyttus njemački ihtiolog Albert Karl Ludwig Gotthilf Günther, 1860.

## Vanjske poveznice
|  | Zajednički poslužitelj ima još gradiva o temi Cyttidae |
|  | Wikivrste imaju podatke o taksonu Cyttidae             |